# Kerem Demirbay
Kerem Demirbay (sinh ngày 3 tháng 7 năm 1993) là một cầu thủ bóng đá chuyên nghiệp người Đức thi đấu ở vị trí tiền vệ cho câu lạc bộ Süper Lig Galatasaray. Anh có biệt danh là "Dayı" do có điểm tương đồng với một nhân vật hư cấu trong chương trình truyền hình Thổ Nhĩ Kỳ nổi tiếng. Demirbay là cựu tuyển thủ các cấp độ trẻ của Thổ Nhĩ Kỳ trước khi chuyển sang đại diện cho đội tuyển Đức ở cấp độ đội tuyển quốc gia.

## Thiếu thời
Demirbay sinh ra tại Herten, Nordrhein-Westfalen. Anh bắt đầu sự nghiệp tại FC Schalke 04 vào năm 1999. Sau vài năm gắn bó tại đây, anh chuyển sang đội trẻ của Borussia Dortmund và SG Wattenscheid 09.

## Sự nghiệp câu lạc bộ

### Borussia Dortmund
Sau một năm ở đội trẻ của Dortmund, Demirbay được đôn lên Borussia Dortmund II, thi đấu ở giải hạng ba. Ngày 21 tháng 7 năm 2012, anh đã có trận đấu chuyên nghiệp đầu tiên trong trận đấu trên sân khách gặp VfL Osnabrück, vào sân từ ghế dự bị để thay cho Konstantin Fring. Anh đã ghi bàn trong trận thua 1-2 trên sân nhà trước 1. FC Saarbrücken.

### Hamburger SV
Trong kỳ nghỉ đông mùa giải 2013-14, anh đồng ý gia nhập Hamburger SV dưới dạng chuyển nhượng tự do. Anh đã có trận ra mắt Bundesliga trong trận thua 1-3 của họ trên sân nhà trước VfL Wolfsburg vào ngày 19 tháng 4 năm 2014.

### 1. FC Kaiserslautern
Dù thi đấu tốt trong các trận đấu tiền mùa giải 2014-15, anh đã phải chuyển đến câu lạc bộ 1. FC Kaiserslautern tại giải hạng hai dưới dạng cho mượn trong một mùa giải vào tháng 8 năm 2014. Tại đây, anh đá chính trong 18 trận đấu và có 4 lần vào sân từ ghế dự bị.

### Fortuna Düsseldorf

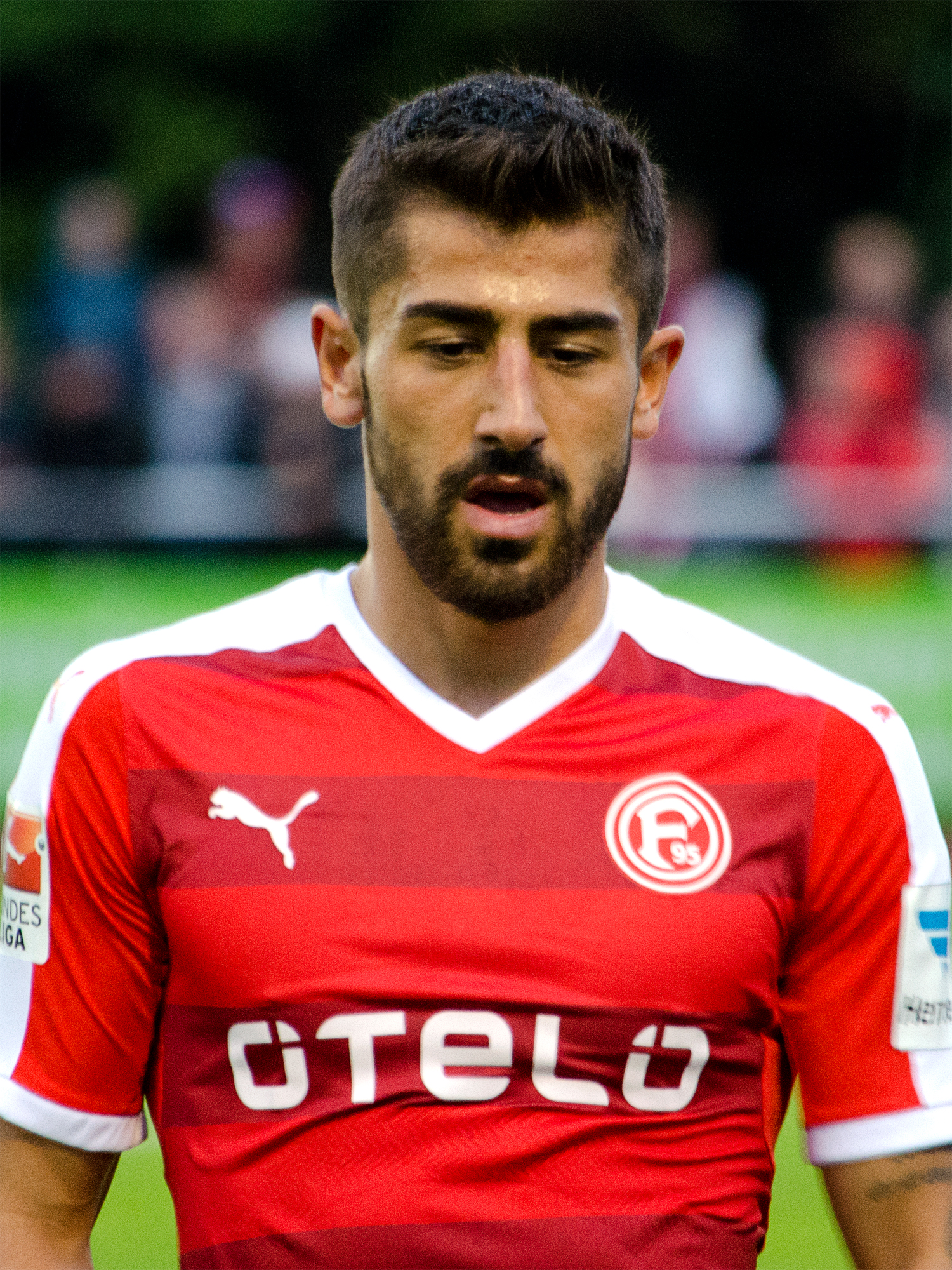
Demirbay trong màu áo Düsseldorf năm 2015

Tháng 8 năm 2015, anh được được đem đi cho mượn tại Fortuna Düsseldorf trong thời hạn một mùa giải.

### 1899 Hoffenheim

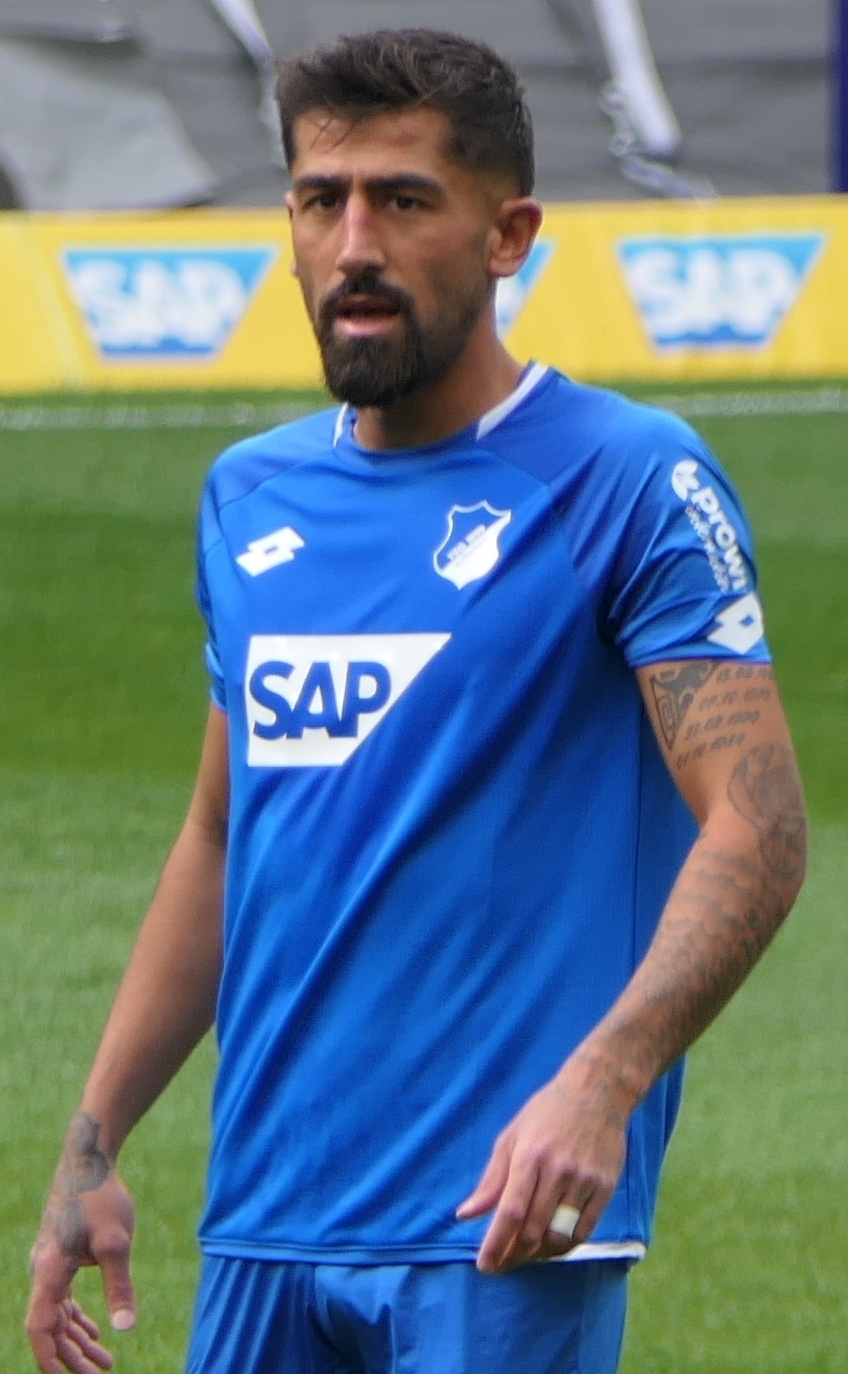
Demirbay trong màu áo Hoffenheim năm 2019

Tháng 6 năm 2016, Demirbay ký hợp đồng với TSG 1899 Hoffenheim và được trao áo số 10. Ngày 21 tháng 4 năm 2017, Demirbay ghi bàn quan trọng để gỡ hòa trước 1. FC Köln, giúp câu lạc bộ từ Sinsheim lần đầu tiên đủ điều kiện dự cúp châu Âu.

### Bayer Leverkusen
Ngày 9 tháng 5 năm 2019, Bayer Leverkusen thông báo Demirbay sẽ chuyển đến thi đấu cho đội chủ sân BayArena vào đầu kỳ chuyển nhượng mùa hè với bản hợp đồng có thời hạn 5 năm, kéo dài tới ngày 30 tháng 6 năm 2024. Theo các nguồn tin khác nhau, Leverkusen đã kích hoạt điều khoản giải phóng trong hợp đồng của Demirbay với Hoffenheim bằng cách trả khoản phí 32 triệu euro hoặc 28 triệu euro.

### Galatasaray
Ngày 1 tháng 8 năm 2023, Galatasaray thông báo rằng Demirbay đã đến Istanbul để hoàn tất chuyển nhượng đến đội bóng Thổ Nhĩ Kỳ.
Ngày 3 tháng 8, anh đã ký hợp đồng thời hạn 3 năm với Galatasaray. Galatasaray trả cho Bayer Leverkusen phí chuyển nhượng là 3,7 triệu euro cho tại vụ chuyển nhượng này.

## Sự nghiệp quốc tế

### Đội tuyển trẻ
Mặc dù không có hộ chiếu Thổ Nhĩ Kỳ, Demirbay đã thi đấu cho các đội tuyển trẻ của Thổ Nhĩ Kỳ. Tháng 3 năm 2015, anh được huấn luyện viên Horst Hrubesch triệu tập lên đội tuyển U-21 Đức, nhưng đã bị loại do chấn thương. Sau đó, anh được điền tên vào danh sách tham dự cho Giải vô địch bóng đá U-21 châu Âu 2015 tại Séc, nhưng không được ra sân trận nào.

### Đội tuyển quốc gia

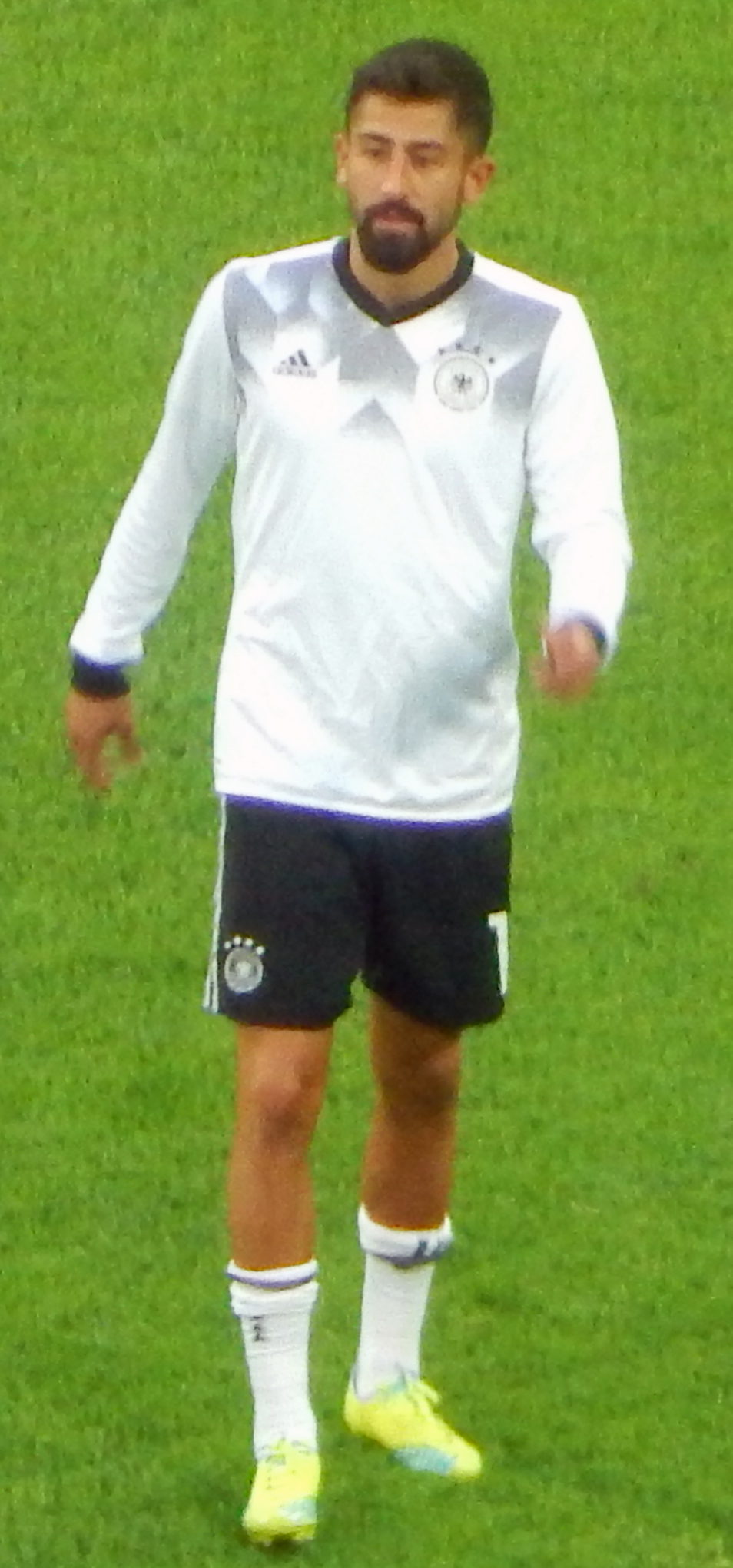
Demirbay tại Cúp Liên đoàn các châu lục 2017

Demirbay đã chấp nhận lời đề nghị khoác áo đội tuyển quốc gia Thổ Nhĩ Kỳ vào ngày 17 tháng 5 năm 2017, cho trận đấu tại vòng loại Giải vô địch bóng đá thế giới 2018 gặp Kosovo, nhưng sau đó đã từ chối. Sau đó cùng ngày, Demirbay chấp nhận lời đề nghị từ đội tuyển quốc gia Đức cho trận giao hữu gặp Đan Mạch vào ngày 6 tháng 6 năm 2017, gặp San Marino tại vòng loại World Cup 2018 vào ngày 10 tháng 6 năm 2017 và tham dự Cúp Liên đoàn các châu lục 2017 được tổ chức từ ngày 17 tháng 6 đến ngày 2 tháng 7 năm 2017.
Demirbay đã ra mắt đội tuyển quốc gia vào ngày 6 tháng 6 gặp Đan Mạch, khi anh vào sân thay thế Leon Goretzka ở phút 77.

## Lối chơi
Kerem Demirbay là một tiền vệ đa năng được biết đến với sự sáng tạo và khả năng tạo ảnh hưởng đến cả tấn công lẫn phòng thủ. Anh chủ yếu hoạt động như một tiền vệ con thoi, cùng với khả năng kiểm soát bóng và di chuyển khi không có bóng.
Demirbay nổi bật trong việc tạo ra cơ hội ghi bàn ở một phần ba cuối sân, nhờ vào nhận thức không gian và độ chính xác khi thực hiện những đường chuyền xuyên tuyến. Khả năng đưa ra quyết định khi bị gây áp lực cho phép anh duy trì sự kiểm soát và điều tiết nhịp độ trận đấu.
Về mặt phòng ngự, Demirbay đóng góp bằng cách chặn các đường chuyền và thu hồi bóng, trung bình có số lần thu hồi và cắt bóng cao trong thời gian thi đấu cho Hoffenheim. Sự linh hoạt của anh cho phép anh thể hiện tốt trong nhiều vai trò tiền vệ khác nhau, dù là một tiền vệ kiến thiết hay một tiền vệ tấn công.

## Tranh cãi

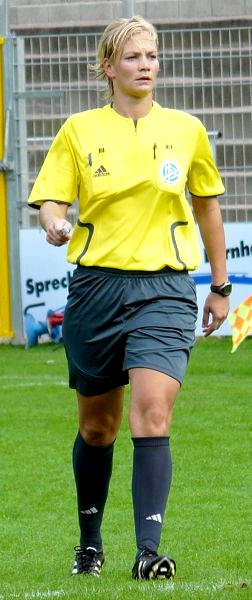
Bibiana Steinhaus

Tháng 11 năm 2015, tại vòng 16 2. Bundesliga 2015-16, trong trận đấu giữa Fortuna Düsseldorf và FSV Frankfurt, sau khi bị trọng tài nữ Bibiana Steinhaus rút thẻ đỏ, Demirbay đã có phát ngôn phân biệt giới tính với cô.
| “                 | Không có chỗ dành cho phụ nữ trong bóng đá nam. | ” |
| — Kerem Demirbay, |                                                 |   |

Kết quả của hành vi này là anh đã phải chịu án cấm thi đấu năm trận, dù đã gọi điện cho Steinhaus để xin lỗi sau khi trận đấu diễn ra. Bên cạnh đó, đội chủ quản của anh là Fortuna Düsseldorf lại ra một án phạt đặc biệt khi yêu cầu anh phải làm trọng tài cho một trận đấu bóng đá nữ ở giải trẻ.
Demirbay phải làm trọng tài trong trận đấu bóng đá nữ giữa SSVg Haan và BW Langenberg. Ở trận đấu này, anh tiếp tục gây tranh cãi khi thay vì ra sân bằng trang phục trang phục thể thao, anh lại điều khiển trận đấu khi mặc một chiếc áo khoác lớn, đeo khăn quàng cổ và mặc quần jean bó.

## Thống kê sự nghiệp

### Đội tuyển quốc gia
Tính đến trận đấu diễn ra vào ngày 25 tháng 6 năm 2017
| Đội tuyển | Năm       | Trận | Bàn |
| --------- | --------- | ---- | --- |
| Đức       |           |      |     |
| 2017      | 2         | 1    |     |
| Tổng cộng | Tổng cộng | 2    | 1   |

Tính đến trận đấu diễn ra vào ngày 25 tháng 6 năm 2017. Tỷ số và kết quả liệt kê bàn thắng đầu tiên của Đức, cột tỷ số cho biết tỷ số sau mỗi bàn thắng của Demirbay.
| STT | Ngày                | Địa điểm                               | Đối thủ  | Tỷ số | Kết quả | Giải đấu                        |
| --- | ------------------- | -------------------------------------- | -------- | ----- | ------- | ------------------------------- |
| 1   | 25 tháng 6 năm 2017 | Sân vận động Olympic Fisht, Sochi, Nga | Cameroon | 1–0   | 3–1     | Cúp Liên đoàn các châu lục 2017 |

## Danh hiệu

### Galatasaray
- Süper Lig: 2023–24[33]
- Siêu cúp Thổ Nhĩ Kỳ: 2023[34]

### Đức
- Cúp Liên đoàn các châu lục: 2017[35]